# Castelul umblător al lui Howl
Castelul umblător al lui Howl (titlu original: ハウルの動く城, Hauru no Ugoku Shiro) este un film japonez fantastic anime din 2004 scris și regizat de Hayao Miyazaki după romanul omonim al scriitoarei britanice Diana Wynne Jones.

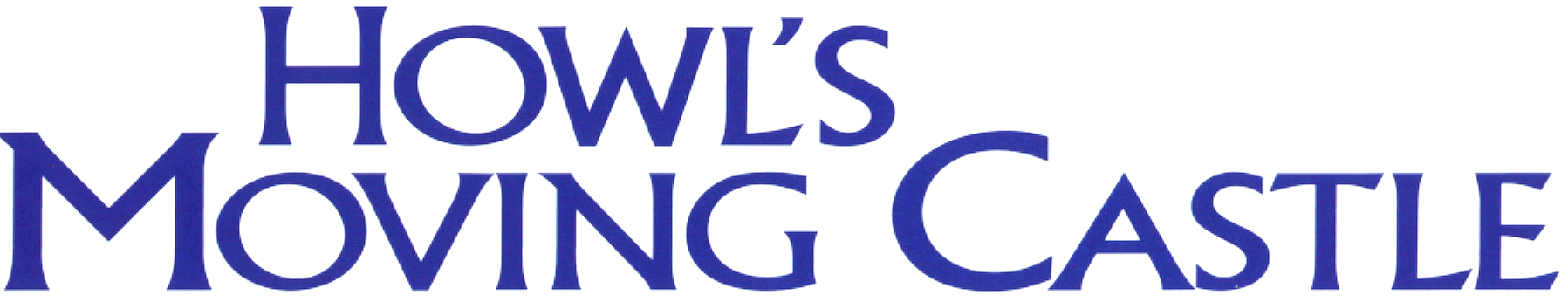

## Distribuție
| Personaj                                        | Actor de voce, în japoneză | Actor de voce, în engleză                      |
| ----------------------------------------------- | -------------------------- | ---------------------------------------------- |
| Sophie Hatter (ソフィー・ハッター Sofī Hattā?)  | Chieko Baisho              | Emily Mortimer (tânără) Jean Simmons (bătrână) |
| Howl (ハウル Hauru?)                            | Takuya Kimura              | Christian Bale                                 |
| Witch of the Waste (荒地の魔女 Arechi no Majo?) | Akihiro Miwa               | Lauren Bacall                                  |
| Calcifer (カルシファー Karushifā?)              | Tatsuya Gashuin            | Billy Crystal                                  |
| Markl (マルクル Marukuru?)                      | Ryūnosuke Kamiki           | Josh Hutcherson                                |
| Suliman (サリマン Sariman?)                     | Haruko Kato                | Blythe Danner                                  |
| Lettie (レティー Retī?)                         | Yayoi Kazuki               | Jena Malone                                    |
| Honey (ハニー Hanī?)                            | Mayuno Yasokawa            | Mari Devon                                     |
| Prince Justin / Turnip Head (カブ Kabu?)        | Yō Ōizumi                  | Crispin Freeman                                |
| King of Ingary (国王 Kokuō?)                    | Akio Ōtsuka                | Mark Silverman                                 |
| Heen (ヒン Hin?)                                | Daijiro Harada             | Dee Bradley Baker (uncredited)                 |